# Canthidium batesi
Canthidium batesi là một loài bọ cánh cứng trong họ Bọ hung (Scarabaeidae).